# Arsenio Iglesias
 (mai 2023).
Si vous disposez d'ouvrages ou d'articles de référence ou si vous connaissez des sites web de qualité traitant du thème abordé ici, merci de compléter l'article en donnant les références utiles à sa vérifiabilité et en les liant à la section « Notes et références ».
Pour les articles homonymes, voir Iglesias.
Arsenio Iglesias Pardo est un ancien joueur et entraîneur de football espagnol né le 24 décembre 1930 à Arteixo dans la province de La Corogne et mort le 5 mai 2023. Il a été joueur et entraîneur du Deportivo La Corogne.

## Biographie

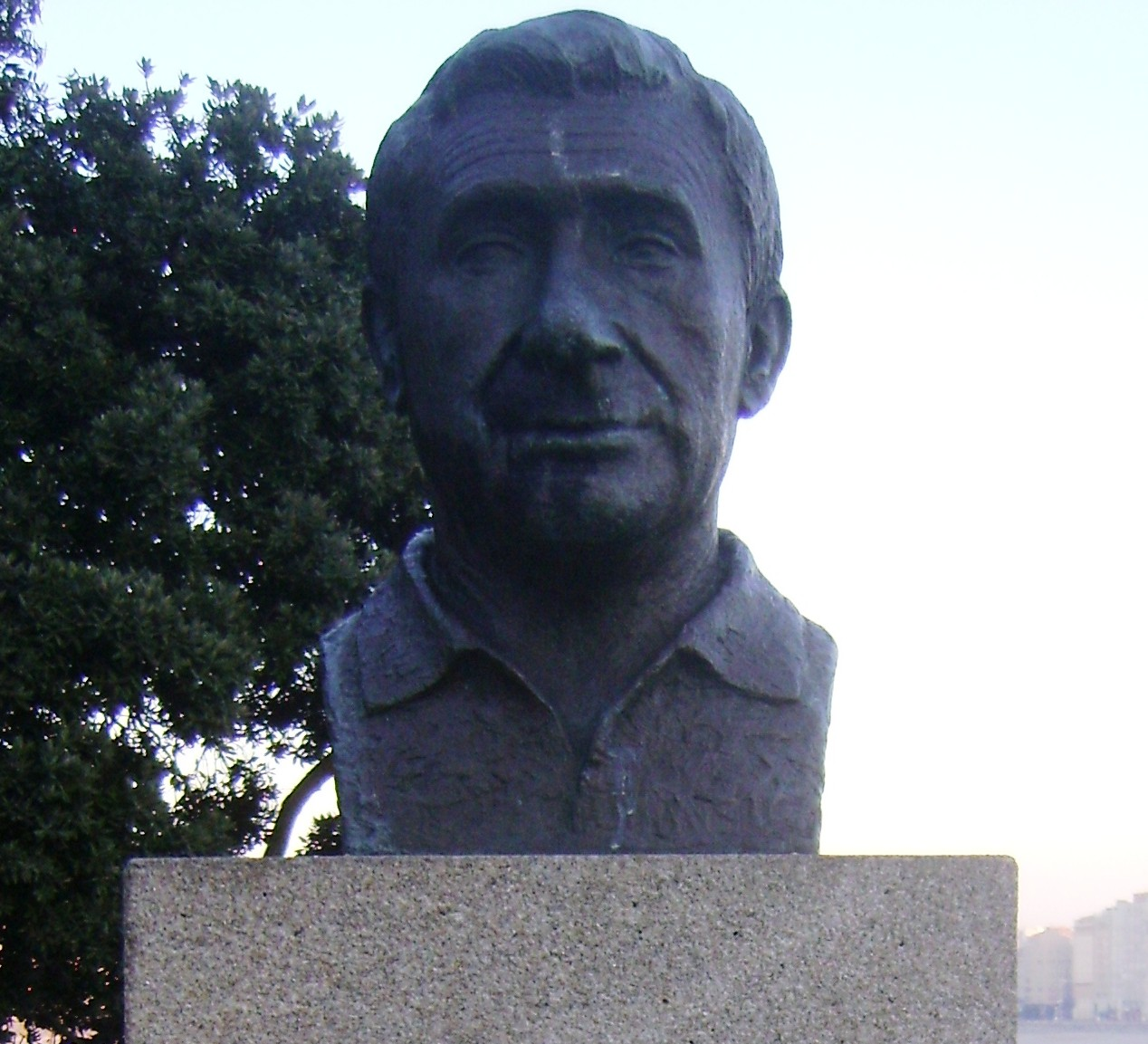
Buste d'Iglesias aux abords du Riazor.

Arsenio Iglesias est le neuvième enfant d'une famille paysanne de Galice. Il débute en première division lors de la saison 1951-52 sur le terrain du FC Barcelone. Le Barça l'emporta mais le jeune attaquant galicien marqua un but au célèbre gardien catalan Antoni Ramallets.
Arsenio Iglesias joua également dans les clubs de Grenade et d'Oviedo où il mit un terme à sa carrière de joueur en 1965 en marquant un but lors du dernier match de championnat face à l'Athletic Bilbao.
Il commença sa carrière d'entraîneur deux ans plus tard avec l'équipe B du Deportivo La Corogne. Il prend ensuite les rênes de l’équipe première qu'il fait immédiatement monter en première division. À partir de 1973, Iglesias entraîne l'Hércules d'Alicante pendant quatre saisons. Il fait monter cette équipe en première division puis obtient une cinquième place au classement en 1975, la meilleure de l'histoire du club. 
Lors de la saison 1977/78, il fait remonter le Real Saragosse en première division. De retour à La Corogne, il obtient la promotion du Deportivo en première division ainsi qu'une Coupe d'Espagne et deux places de vice-champion. Le Deportivo joue des compétitions européennes pour la première fois de son histoire. L'équipe est alors connue comme le Super Depor.
Ses succès avec le Deportivo l'amènent à entraîner de façon éphémère le Real Madrid en 1996 en remplacement de Jorge Valdano.
Arsenio Iglesias est actuellement co-sélectionneur de l'équipe de Galice.

## Parcours comme entraîneur
- 1967-70 : Deportivo La Corogne B
- 1970-73 : Deportivo La Corogne
- 1973-77 : Hércules CF
- 1977-78 : Real Saragosse
- 1978-79 : Burgos CF
- 1980 : AD Almería
- 1981-82 : Elche CF
- 1982-85 : Deportivo La Corogne
- 1987-89 : Deportivo La Corogne
- 1990-95 : Deportivo La Corogne
- 1996 : Real Madrid
- 2005-… : Sélection autonome de Galice

## Palmarès entraîneur
- Vainqueur de la Coupe d'Espagne en 1995
- Vice-champion d'Espagne en 1994 et 1995

## Distinctions personnelles
- Prix Don Balón de meilleur entraîneur de la Liga : 1993 et 1995.